# 溫莎 (英國國會選區)
溫莎（英語：Windsor），英國國會一郡選區，包括英格蘭東南部伯克郡温莎-梅登黑德、斯勞和布拉克內爾森林的一部。始設於1424年（1868年前應選兩席），1974年被撤銷，1997年恢復。
本區一直支持保守黨。在2010年大選中的亞當·阿弗利耶以60.8%選票勝出該區成功連任。